# Nuoto sincronizzato ai campionati mondiali di nuoto 2007 - Squadre (programma libero combinato)
La gara del nuoto sincronizzato - squadre libero combinato dei campionati mondiali di nuoto 2007 è stata disputata il 17 e 18 marzo a Melbourne in Australia.
La gara, alla quale hanno preso parte 13 squadre nazionali, si è svolta in due turni.
La competizione è stata vinta dalla squadra russa, mentre l'argento e il bronzo sono andati rispettivamente alla squadra giapponese e a quella statunitense.

## Medaglie
| Posizione | Atleta | Paese       |
| --------- | --- | ----------- |
| Oro       | Anastasija Davydova Anastasija Ermakova Marija Gromova Natalia Ishchenko Ėl'vira Chasjanova Ol'ga Kužela Anna Nasekina Elena Ovčinnikova Svetlana Romashina Anna Šorina | Russia      |
| Argento   | Ai Aoki Saho Harada Naoko Kawashima Hiromi Kobayashi Erika Komura Takako Konishi Ayako Matsumura Emiko Suzuki Erina Suzuki Masako Tachibana                             | Giappone    |
| Bronzo    | Brooke Abel Janet Culp Katherine Hooven Christina Jones Kim Rebekah Meghan Kinney Andrea Nott Annabelle Orme Jillian Penner Kimberly Probst                             | Stati Uniti |

## Programma
| Data          | Turno       |
| ------------- | ----------- |
| 17 marzo 2007 | Preliminari |
| 18 marzo 2007 | Finale      |

### Preliminare
I migliori 12 punteggi si qualificano per la finale
| Pos. | Nazionalità | Punti  | Note |
| ---- | ----------- | ------ | ---- |
| 1    | Russia      | 99.000 | Q    |
| 2    | Giappone    | 97.167 | Q    |
| 3    | Spagna      | 96.667 | Q    |
| 4    | Stati Uniti | 96.000 | Q    |
| 5    | Italia      | 93.500 | Q    |
| 6    | Ucraina     | 93.000 | Q    |
| 7    | Grecia      | 91.167 | Q    |
| 8    | Francia     | 91.166 | Q    |
| 9    | Brasile     | 88.500 | Q    |
| 10   | Messico     | 87.500 | Q    |
| 11   | Egitto      | 83.167 | Q    |
| 12   | Australia   | 83.166 | Q    |
| 13   | Venezuela   | 80.500 |      |

### Finale
| Pos. | Nazionalità | Punti  | Note |
| ---- | ----------- | ------ | ---- |
| 1    | Russia      | 99.000 |      |
| 2    | Giappone    | 97.833 |      |
| 3    | Stati Uniti | 96.500 |      |
| 4    | Spagna      | 96.334 |      |
| 5    | Italia      | 94.167 |      |
| 6    | Francia     | 92.167 |      |
| 6    | Ucraina     | 92.167 |      |
| 8    | Grecia      | 91.333 |      |
| 9    | Brasile     | 89.334 |      |
| 10   | Messico     | 87.333 |      |
| 11   | Egitto      | 84.667 |      |
| 12   | Australia   | 84.500 |      |